# Grafenau (Waidhaus)
Grafenau ist ein Ortsteil des bayerischen Marktes Waidhaus im Landkreis Neustadt an der Waldnaab, Regierungsbezirk Oberpfalz.

## Geographische Lage
Der Weiler Grafenau liegt auf einer Rodungsinsel etwa vier Kilometer nordöstlich von Waidhaus und 500 Meter westlich der deutsch-tschechischen Grenze am Hang des 553 Meter hohen Rippelberges.
Ungefähr 600 Meter nördlich von Grafenau mündet der Forellenbach in den Rehlingbach. Der Rehlingbach fließt von Norden nach Süden entlang der tschechischen Grenze etwa 500 Meter östlich von Grafenau und mündet bei Pfrentschweiher in die Pfreimd, die dort noch Katharinabach heißt.

## Geschichte
1858 befand sich in Grafenau ein zur Glashütte Frankenreuth gehöriges Pocherhaus.
Dort wurde der Quarzsand zerkleinert und für den Glasschmelzprozess aufbereitet.
1867 hatte Grafenau fünf Gebäude und 13 Einwohner. Es gehörte zur Gemeinde Waidhaus. Zur Gemeinde Waidhaus gehörten zu dieser Zeit die Ortsteile Waidhaus, Birkenlohe, Buchen, Bucher, Forsthaus, Frankenreuth, Grafenau, Hörlmühle, Kühmühle, Oberströbl (= Speckermühle), Pfälzerhof, Reichenau, Richterhaus (= Hermannsbach) und Ziegelhütte.
Auch 1930 wurde Grafenau 1930 als Ortschaft verzeichnet. Es gehörte zur Gemeinde Waidhaus, die ab 1939 die Ortsteile Waidhaus, Birklohe, Forsthaus, Frankenreuth, Grafenau, Hörlmühle, Kühmühle, Marxmühle, Oberströbl (= Speckermühle und Ströbl), Ödkührieth, Papiermühle, Pfälzerhof, Reichenau und Ziegelhütte hatte.

## Religion
Grafenau gehört zur Pfarrei St. Emmeram Waidhaus und zum Dekanat Leuchtenberg.
1913 hatte Grafenau zwei Häuser und 13 Katholiken. Auf dem Gebiet der Pfarrei Waidhaus wohnten zu dieser Zeit 1653 Katholiken, 8 Protestanten und 16 Juden.
1990 lebten in Grafenau 11 Katholiken. Die Einwohner der Pfarrei Waidhaus waren zu dieser Zeit zu 95,39 % katholisch.